# Caddidae
Caddidae – rodzina pajęczaków z rzędu kosarzy i podrzędu Eupnoi grupująca około 20 gatunków. Jedyna rodzina nadrodziny Caddoidea. 

## Opis
Przedstawiciele tej rodziny to drobne kosarze mające od 1 do 3 mm długości ciała.

## Występowanie
Kosarze te występują na wszystkich kontynentach z wyjątkiem Europy i Antarktydy, jednak ich rozprzestrzenienie ma charakter nieciągły. W Azji zamieszkują Japonię i Kuryle.

## Nazwa
Nazwa rodzaju Caddo pochodzi od nazwy grupy północnoamerykańskich plemion indiańskich - Kaddo.

## Systematyka
Rodzina zawiera 24 gatunki z 6 rodzajów zgrupowane w 2 podrodziny:
- Podrodzina: Caddinae Banks, 1892

- - Rodzaj: Caddella Hirst, 1925
    - Caddella africana (Lawrence, 1931)
    - Caddella capensis Hirst, 1925
    - Caddella croeseri Starega, 1988
    - Caddella haddadi Lotz, 2011[3]
    - Caddella jacquei Lotz, 2011[3]
    - Caddella spatulipilis Lawrence, 1934
      - Caddella spatulipilis spatulipilis Lawrence, 1934
      - Caddella spatulipilis caledonica Lawrence, 1934

- - Rodzaj: Caddo Banks, 1892
    - Caddo agilis Banks, 1892
    - Caddo pepperella Shear, 1974
    - † Caddo dentipalpis (Koch et Berendt)
    - Caddo glaucopis Crosby, 1904

- Podrodzina: Acropsopilioninae Roewer, 1923
  - Rodzaj: Hesperopilio Shear, 1996
    - Hesperopilio mainae Shear, 1996

- - Rodzaj: Acropsopilio Silvestri, 1904
    - Acropsopilio chilensis Silvestri, 1904
    - Acropsopilio boopsis (Crosby, 1904)
    - Acropsopilio chomulae (Goodnight et Goodnight, 1948)
    - Acropsopilio neozealandiae (Forster, 1948)
    - Acropsopilio australicus Cantrell, 1980
    - Acropsopilio normae Cekalovic, 1974
    - Acropsopilio venezuelensis González-Sponga, 1992

- - Rodzaj: Austropsopilio Forster, 1955
    - Austropsopilio altus Cantrell, 1980
    - Austropsopilio inermis Cantrell, 1980
    - Austropsopilio cygneus Hickman, 1957
    - Austropsopilio novahollandiae Forster, 1955
    - Austropsopilio sudamericanus Shultz et Cekalovic, 2003[4]

  - Rodzaj: Tasmanopilio Hickman, 1957
    - Tasmanopilio fuscus Hickman, 1957
    - Tasmanopilio megalops Hickman, 1957